# Ленер, Эрнст
Эрнст Ленер (нем. Ernst Lehner; 7 ноября 1912, Аугсбург — 10 января 1986, Ашаффенбург) — немецкий футболист. Играл на позиции правого нападающего и представлял сборную Германии на чемпионате мира 1934 и 1938 года. В общей сложности он сыграл за сборную 65 матчей и забил 31 гол. В честь Ленера был назван 5000-местный стадион в Аугсбурге.

## Карьера
В 1937 году в матче отбора на кубок мира против сборной Эстонии Германия после первого тайма проигрывала с минимальным счётом. Однако во втором тайме команда заработала 18 угловых, Ленер забил дважды непосредственно с углового и дважды точными ударами головой отметился Йозеф Гаухель (Германия выиграла со счетом 4:1). В 1937 году Ленер был вызван для представления сборной Западной Европы в матче против Центральной Европы. В том же году в Бреслау Ленер поучаствовал в памятном матче с Данией, который закончился разгромной победой со счётом 8:0, он выиграл 10 из 11 сыгранных матчей в течение того года.

## Стиль игры
Эрнст Ленер был одним из наиболее быстрых и техничных правых нападающих середины-конца 1930-х. Он хорошо подавал угловые, в своих командах он был штатным исполнителем данных стандартов, иногда он пробивал с угловых по воротам. Ленер считался одним из лучших правых нападающих чемпионата мира 1934 года. Другие называли его «лучшим непрофессиональным игроком в Европе» (в 1930-е годы в Германии не было профессионального футбола).
В своей книге «Fussball» (1978 год) Хельмут Шён, тренер сборной ФРГ (1964—1978), охарактеризовал Ленера следующим образом:

Его манера игры на позиции флангового нападающего была именно такой, как я всегда хотел, чтобы играли фланговые нападающие: всегда готов принять мяч, растянуть игру по флангам, великолепный дриблёра и двуногий футболист.